# Templo Jago
O templo Jago (indonésio: Candi Jago) é um templo hindu do século XIII do reino de Singhasari no leste de Java, Indonésia, localizado a cerca de 22 km de Malang. O Nagarakretagama escrito no século XIV mencionou este templo como Jajaghu, como um dos templos visitados pelo rei Hayam Wuruk durante sua viagem real pela Java Oriental.